# Уральський (Уральський міський округ)
Ура́льський (рос. Уральский) — селище міського типу, центр та єдиний населений пункт Уральського міського округу Свердловської області.
Населення — 2431 особа (2018, 2444 у 2010, 2311 у 2002).
Стара назва — Хризолітовий.